# Царинные песни
Ца́ринные пе́сни (русин. ца́рина — «околица, поле за селом»; от молд. царинэ, t̨arină — «пашня», «нива») — народные песни, которые пели русины на Лемковщине и Бойковщине во время обхода полей на Троицу или в день, когда начинало колоситься жито. Своей эстетикой связаны с колядками и волочёбными песнями, а некоторые мотивы напоминают южнославянские обрядовые песни.

## Описание
Царинные обряды выполняли обережные функции для сёл, полей, пасек, водоёмов, хозяйств, домов. По способу исполнения они подобны ритуалам вождения тополя (куста). Эти обряды совершались с целью предохранить от природных стихий, бедствий, эпидемий и сопровождались царинными песнями. Тексты царинных песен почти не сохранились, по словам Ф. Колессы, они «носят характер молитв за урожай и охрану полей перед злыми ветрами и тучами... а кое-где подобны колядкам...»:
Вийди, виглянь, сонечко, усміхнись!

Виглянь, виглянь, сонечко, усміхнись!

Наше зело-житечко колосись!

Наливайся житечко, колосись.
Такие заговоры исполнялись до восхода солнца. Люди — участники царинных процессий — протягивали руки к востоку, распевая эту песню много раз подряд пока не взойдёт солнце.
В обходах полей, которые, как правило, осуществлялись рано утром, могли принимать участие все — и взрослые, и дети. С. Кылымнык подробно описывает такой поход «на жито»: «Поход представлял изумительную картину. Все празднично одеты; мальчики и девочки в венках на голове из живых полевых цветов с колосками жита; взрослые девушки в венках из барвинка с дополнением полевых цветов и колосьев, ребята в гирляндах через плечо из колосьев жита молодого и спелого прошлогоднего; женщины и мужчины ряженые и в масках. Мужчины с бубнами, свирелями, цимбалами и пр., женщины почти все украшены полевыми цветами. В некоторых местностях во время этого шествие брали и козу, убранную в зелень-цветы и колосья… Во время вступления „на нивы“ дети и взрослые поднимали невероятный галдёж: дети стучали в колотушки и звонили, музыканты играли, девушки и парни пели — это знаменовало „изгнания злых сил из жита“… Все участники пели магические песни… во время обхода молодёжь, а также уже женатые мужчины и женщины, в частности ряженые и в масках — танцевали, скакали, шутили, оббегали межами и суловками поля, ловя друг друга...». Потом поля обрызгивали водой или молоком, накрывали поляну и принимали жертвенную пищу.
В XIX веке царинные песни заменились на церковное освящение посевов.
У русских местами также существовали схожие обряды на Троицу «чтоб урожай был хороший»: были ряженые, а из прошлогодней соломы делали шута — чучело, которое сжигали в конце праздника.